# Commission Moisan
La commission Moisan est une enquête instituée par le Directeur général des élections du Québec pour faire la lumière sur certaines allégations de financement illégal de partis politiques actifs sur la scène québécoise. Dirigée par le juge à la retraite Jean Moisan,, elle fait suite aux révélations de Jean Brault devant la Commission Gomery. 
La commission Moisan a conclu que certaines contributions totalisant 96 400 dollars ($) avaient été versées au Parti québécois par des personnes associées au groupe Groupaction entre 1995 et 2000. Les conclusions de Me Moisan ont été évoquées à plusieurs reprises par le chef du Parti libéral du Québec Jean Charest lors des débats des chefs de la campagne électorale de 2012 du Québec.

## Contexte
La création de la Commission Moisan fait suite au témoignage de Jean Brault, président de la firme de publicité Groupaction, devant la commission d'enquête Gomery en avril 2005. Lors de sa comparution, M. Brault a affirmé devant le commissaire que sa société avait fait d'importantes contributions au Parti québécois par l'entremise de son personnel.
Bien que son témoignage de six jours à la commission ait surtout porté sur les contributions de son entreprise au Parti libéral du Canada en échange de contrats d'une valeur de plus de 60 millions de dollars entre 1996 et 2002, M. Brault a aussi indiqué qu'il avait contribué à la caisse des partis politiques actifs sur la scène québécoise. Le président de Groupaction a ainsi indiqué qu'il avait versé 50 000 dollars au groupe de publicité Everest en 1998 afin d'aider la campagne du Parti libéral du Québec par un système de fausses factures en plus de témoigner que sa firme avait versé 100 000 dollars en deux ans au Parti québécois, en utilisant 17 employés comme prête-noms.  
Les allégations de M. Brault sur le financement du Parti québécois ont été confirmés par Alain Renaud, démarcheur pour le compte de la même société. M. Renaud, ancien membre de la commission des finances du Parti libéral du Québec entre 1996 et 1999, avait affirmé dans des entrevues aux médias que le Parti québécois avait reçu 100 000 dollars à la fin des années 1990 afin de conserver un contrat de publicité de la Société des alcools du Québec d'une valeur de 4 millions de dollars. Malgré tout, Groupaction, qui détenait le mandat depuis 1989, a perdu le contrat après un appel d'offres en 1998.

## Enquête
La création de la commission d'enquête a été annoncée le 29 novembre 2005 par le Directeur général des élections du Québec, Me Marcel Blanchet. Le commissaire enquêteur, Me Jean Moisan, s'est vu confier le mandat de faire la lumière sur des allégations de contravention à la loi électorale québécoise de « bénéficiaires des commandites découvertes à l'occasion des recherches » et de formuler des recommandations afin d'éviter des situations semblables, dans le but « de maintenir la confiance du public dans le processus électoral».
Le mandat du commissaire enquêteur, qui devait prendre fin le 31 mars 2006, a été prolongé de deux mois. Pendant son enquête, Me Moisan et son équipe d'enquêteurs ont rencontré 42 personnes qui ont témoigné oralement ou par écrit. 14 personnes ont déposé en séance d'audition. Me Moisan a également obtenu copie de différents écrits en relations avec son mandat en plus d'une copie de la documentation rendue publique par la Commission Gomery.

## Conclusions et recommandations

### Allégations de Jean Brault
Dans sa conclusion, Me Moisan confirme que Groupaction a versé 94 600 $ au Parti québécois et 8 325 $ au Parti libéral du Québec. Dans le cas du Parti québécois, la commission juge que le parti était au courant de ces actions et qu'« il fermait les yeux ». Dans le cas du Parti libéral, le rapport indique que « rien ne permet d'établir que le parti connaissait cette situation ». Par ailleurs, l'enquête n'a pu confirmer les allégations selon lesquelles la campagne de Jean Charest dans la circonscription de Sherbrooke aurait reçu 50 000 dollars de Groupaction en 1998.

### Réforme du financement
Me Moisan  fait neuf recommandations afin d'améliorer la transparence du système. permettre aux personnes morales de financer les partis politiques et de fixer la contribution maximale annuelle à 15 000 dollars et que ces contributions soient versées aux partis politiques au prorata des votes obtenus lors de l'élection précédente; de hausser la limite des contributions à 5 000 dollars et d'augmenter le crédit d'impôt à 75 % de 700 dollars d'exiger que chaque contribution soit accompagnée d'une déclaration signée du donateur établissant que ce don ne sera pas remboursé par qui que ce soit ; que ces contributions soient envoyées aux partis par la poste ; que chaque donateur indique le nom de son employeur ;  d'intensifier les enquêtes, d'augmenter les amendes et de standardiser les rapports qui doivent être transmis par les partis au directeur général des élections.

## Réactions politiques
Le chef du Parti québécois, André Boisclair, n'a reconnu aucune faute de la part de sa formation politique, ajoutant toutefois que le parti rembourserait la totalité des contributions jugées illégales. « Nous ne voulons d'aucune façon être associés à cette firme, à M. Jean Brault et ses acolytes » a-t-il affirmé. Il a par ailleurs ajouté que le PQ et son chef d'alors, Lucien Bouchard, n'étaient pas au courant de cette pratique, qu'il a condamnée.
Le chef de l'Action démocratique du Québec, Mario Dumont, a exigé du Parti québécois l'exclusion des personnes impliquées dans l'opération, ajoutant que le remboursement des contributions illégales était un geste symbolique. « Le PQ a gagné des comtés, a vécu des succès électoraux avec de l'argent sale, et ça, ça ne se rembourse pas ».